# Ptychodium bicolor
Ptychodium bicolor là một loài Rêu trong họ Thuidiaceae. Loài này được (Kindb.) G. Roth miêu tả khoa học đầu tiên năm 1904.